# Princesa consorte de Asturias
Esta es una lista de las mujeres que ostentaron el título de princesa de Asturias por matrimonio. 
El título fue creado en 1388 para los futuros Enrique III de Castilla y Catalina de Lancaster. Una parte del pacto consistía en otorgar a la joven pareja el título de Príncipe y Princesa de Asturias, a partir del modelo del Príncipe de Gales en el Reino de Inglaterra. El título debía pertenecer al heredero oficial del trono de Castilla. Así, el primer Príncipe de Asturias fue el joven Enrique de Castilla, y la primera mujer en convertirse en Princesa de Asturias por matrimonio fue su esposa, Catalina de Lancáster.

## Princesas de Asturias
Esta es una lista de princesas de Asturias que asumieron su título por su matrimonio con el príncipe de Asturias:
| Imagen | Nombre                          | Dinastía                    | Esposa               | Nacimiento               | Matrimonio               | Se convirtió en princesa | Dejó de ser princesa                                     | Fallecimiento           |
| ------ | ------------------------------- | --------------------------- | -------------------- | ------------------------ | ------------------------ | ------------------------ | -------------------------------------------------------- | ----------------------- |
|        | Catalina de Lancaster           | Lancaster                   | Príncipe Enrique     | 31 de marzo de 1373      | 17 de septiembre de 1388 | 17 de septiembre de 1388 | 25 de diciembre de 1406 se convirtió en reina            | 2 de junio de 1418      |
|        | Blanca II de Navarra            | Trastámara                  | Príncipe Enrique     | 4 de junio de 1424       | 16 de octubre de 1440    | 16 de octubre de 1440    | 27 de julio de 1453 divorcio                             | 2 de diciembre de 1464  |
|        | Margarita de Austria            | Habsburgo                   | Príncipe Juan        | 10 de enero de 1480      | 3 de abril de 1497       | 3 de abril de 1497       | 4 de octubre de 1497 muerte del marido                   | 1 de diciembre de 1530  |
|        | María Manuela de Portugal       | Avís                        | Príncipe Felipe      | 15 de octubre de 1527    | 15 de noviembre de 1543  | 15 de noviembre de 1543  | 12 de agosto de 1545                                     | 12 de agosto de 1545    |
|        | María I de Inglaterra           | Tudor                       | Príncipe Felipe      | 18 de febrero de 1516    | 25 de julio de 1554      | 25 de julio de 1554      | 16 de enero de 1556 se convirtió en reina                | 17 de noviembre de 1558 |
|        | Isabel de Francia               | Borbón                      | Príncipe Felipe      | 22 de noviembre de 1602  | 25 de noviembre de 1615  | 25 de noviembre de 1615  | 31 de marzo de 1621 se convirtió en reina                | 6 de octubre de 1644    |
|        | Luisa Isabel de Orleans         | Orleans                     | Príncipe Luis        | 11 de diciembre de 1709  | 20 de enero de 1722      | 20 de enero de 1722      | 14 de enero de 1724 se convirtió en reina                | 16 de junio de 1742     |
|        | Bárbara de Portugal             | Braganza                    | Príncipe Fernando    | 4 de diciembre de 1711   | 20 de enero de 1729      | 20 de enero de 1729      | 9 de julio de 1746 se convirtió en reina                 | 27 de agosto de 1758    |
|        | María Luisa de Parma            | Borbón-Parma                | Príncipe Carlos      | 9 de diciembre de 1751   | 4 de septiembre de 1765  | 4 de septiembre de 1765  | 14 de diciembre de 1788 se convirtió en reina            | 2 de enero de 1819      |
|        | María Antonia de Nápoles        | Borbón-Dos Sicilias         | Príncipe Fernando    | 14 de diciembre de 1784  | 4 de octubre de 1802     | 4 de octubre de 1802     | 21 de mayo de 1806                                       | 21 de mayo de 1806      |
|        | María de las Mercedes de Borbón | Borbón-Dos Sicilias         | Príncipe Juan        | 23 de diciembre de 1910  | 12 de octubre de 1935    | 12 de octubre de 1935    | 15 de enero de 1941 se convirtió en condesa de Barcelona | 2 de enero de 2000      |
|        | Sofía de Grecia                 | Glücksburg                  | Príncipe Juan Carlos | 2 de noviembre de 1938   | 14 de mayo de 1962       | 14 de mayo de 1962       | 22 de noviembre de 1975 se convirtió en reina            | -                       |
|        | Letizia Ortiz Rocasolano        | No perteneciente a dinastía | Príncipe Felipe      | 15 de septiembre de 1972 | 22 de mayo de 2004       | 22 de mayo de 2004       | 19 de junio de 2014 se convirtió en reina                | -                       |